# Chartered Surveyor
Un Chartered Surveyor (CS) est une certification professionnelle anglaise qui atteste des compétences dans les domaines du foncier, de l'immobilier et de la construction. Les Chartered surveyors sont membres de la Royal Institution of Chartered Surveyors et sont reconnaissables au titre qui suit leur nom - FRICS (Fellow of RICS) ou MRICS (Member of RICS). Le terme Chartered Surveyor n’a pas d’équivalent dans d'autres langues.

## Employeurs
Le plus gros employeur de Chartered Surveyors est EC Harris avec plus de 1850 employés.

## Qualification
Pour devenir Chartered Surveyor, il doit d'abord compléter un diplôme accrédité RICS, puis compléter d’un programme d’études pratiques.

## Chartered Surveyors célèbres
- Andy Irvine est un ancien joueur de rugby à XV écossais[3],[4].
- Gavin Kerr est un ancien joueur de rugby à XV écossais[5].